# Villeneuve, Alpes-de-Haute-Provence
Villeneuve (occitanska: Vilanòva) är en kommun i departementet Alpes-de-Haute-Provence i regionen Provence-Alpes-Côte d'Azur i sydöstra Frankrike. Kommunen ligger  i kantonen Forcalquier som ligger i arrondissementet Forcalquier. År 2022 hade Villeneuve 4 386 invånare.

## Befolkningsutveckling
Antalet invånare i kommunen Villeneuve
Referens: INSEE